# Hetang, Fujian
Hetang är en köping i sydöstra Kina. Den ligger i Gutian härad i staden Ningde i provinsen Fujian,  omkring 68 kilometer norr om provinshuvudstaden Fuzhou. Antalet invånare är 33 686. Befolkningen består av 15 726 kvinnor och 17 960 män. Barn under 15 år utgör 15,0 %, vuxna 15-64 år 75 %, och äldre över 65 år 9,0 %.